# Comisión Internacional para la Historia y la Teoría de la Historiografía

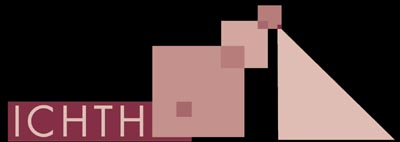

La Comisión Internacional para la Historia y la Teoría de la Historiografía (ICHTH) es una organización sin fines de lucro afiliada al Comité Internacional de Ciencias Históricas (CISH). Creada en 1980, la Comisión está compuesta por historiadores, teóricos de la historia y otros especialistas en áreas afines, quienes trabajan en conjunto para impulsar la investigación y el intercambio de ideas sobre la historia, la teoría o la filosofía de la historiografíaen todo el mundo. Entre otras actividades, organiza regularmente congresos, conferencias y talleres, asimismo, promueve publicaciones y premia a libros y tesis doctorales. 

## Historia
Fundada en 1980, durante el 15º Congreso Internacional de Ciencias Históricas. Originalmente, se llamó Comisión Internacional de Historia de la Historiografía (International Comission for the History of the Historiography), habiendo cambiado a su nombre actual en 1995, durante una reunión en Montreal, para reflejar mejor sus dos principales campos de interés: la historia de la historiografía y la teoría de la historiografía. Actualmente está encabezada por el historiador Antoon De Baets (2022-2026) de la Universidad de Groningen.
La Comisión ha incentivado el debate e intercambios entre diferentes abordajes de la historia o la teoría de la historiografía, además de enfatizar en sus actividades la no discriminación por origen étnico, género, raza, religión u orientación sexual. Para lograr estos objetivos, la ICHTH tiene entre sus medios la creación y coordinación de una red internacional de investigadores que busca trabajar en conjunto con organizaciones y organismos internacionales o nacionales. La ICHTH también ha destacado en combatir los supuestos regionales o del etnocentrismo, con el fin de reflejar la diversidad de perspectivas teóricas en el campo. De esta manera, la Comisión pretende establecer vínculos constantes entre investigadores, realizando talleres y eventos.
La Comisión ha estado comprometida a impulsar la investigación y el intercambio académicos en los campos de la historia de la historiografía, la teoría de la historiografía y la filosofía de la historia/historiografía. Su trabajo ha sido descrito como el propio de una plataforma institucional clave para varios tipos de "fertilización cruzada entre la perspectiva histórica y la filosófica". Entre sus miembros honorarios actuales encontramos a Frank Ankersmit, Lucian Boia, Peter Burke, Jürgen Kocka, Jörn Rüsen, Masayuki Sato, Joan Wallach Scott, Romila Thapar, Bianca Valota Cavallotti, y, in memoriam, a Natalie Zemon Davis, Georg Iggers, Richard Vann y Hayden White.

## Conferencias y publicaciones
La ICHTH celebra regularmente conferencias y simposios internacionales, publica una revista académica y mantiene un sitio web que proporciona información sobre sus actividades y publicaciones. 
Desde su fundación, la ICHTH ha organizado o co-patrocinado muchas conferencias y talleres alrededor del mundo. De particular relevancia han sido los paneles sobre historia y teoría de la historiografía que ha promovido en el marco de los Congresos Internacionales de Ciencias Históricas organizados por el CISH. La Comisión estuvo presente en los Congresos de Bucarest (1980), Stuttgart (1985), Madrid (1990), Montreal (1995), Oslo (2000), Sídney (2005), Ámsterdam (2010), Jinan (2015) y Poznan (2022).
La revista Storia della Storiografia fue creada en 1982 como periódico de la ICHTH, editándose en cuatro idiomas; editada inicialmente por Bianca Valota Cavallotti, de la Universidad de Milán, y posteriormente por Edoardo Tortarolo y Guido Abbattista, en colaboración con Georg Iggers. El primer texto publicado por la revista fue un manifiesto metodológico escrito por Charles-Olivier Carbonell que reflejaba la relevancia y el potencial del campo de estudio. Muchos de sus colaboradores son miembros de la Comisión, sin embargo, con el paso de los años, la revista se volvió más autónoma e independiente, alejándose de la institución. Recientemente, se ha reconectado y ha avanzado hacia una colaboración más estrecha con la ICHTH y sus contribuyentes.
La Comisión patrocinó la publicación de las obras de referencia Great Historians from Antiquity to 1800 y Great Historians of the Modern Age: An International Dictionary, cuyo jefe de edición fue Lucian Boia. Los miembros de la ICHTH han contribuido en algunas de las obras colectivas de referencia o series de libros más importantes en el ámbito como lo son Bloomsbury History: Theory and Method (Bloomsbury Publishing, 2021–), Oxford History of Historical Writing (Oxford University Press, 2011–2015), Making Sense of History (Berghahn Books) (2002–), The Politics of Historical Thinking (De Gruyter, 2019–) y Elements in Historical Theory and Practice (Cambridge University Press, 2022–)

## Premios
En 2013, la ICHTH instituyó un premio para reconocer a un académico cuyo trabajo reciente (libro o tesis doctoral) haya contribuido significativamente a los campos de la historia o la teoría de la historiografía. En 2022, se asoció con INTH (International History Theory Network) para organizar una premiación en conjunto.
| Año  | Ganador/a            | Título de la tesis ganadora                                                        | Mención honorífica | Título de tesis con mención                               |
| ---- | -------------------- | ---------------------------------------------------------------------------------- | ------------------ | --------------------------------------------------------- |
| 2013 | Berber Bevernage     | History, Memory, and State-Sponsored Violence: Time and Justice (Routledge, 2012). | -                  | -                                                         |
| 2018 | Ritwik Bhattacharyya | Homo Ahistoricus: Disavowal of History in Colonial South Asian Writing             | Alexander Maar     | Cause, Chance, Determinism and Counterfactuals in History |

| Año  | Ganador/a              | Título del libro |
| ---- | ---------------------- | --- |
| 2016 | Jouni-Matti Kuukkanen  | Postnarrativist Philosophy of Historiography (Palgrave, 2015)                                                                                            |
| 2022 | Hans Ruin              | Being with the Dead: Burial, Ancestral Policies and the Roots of Historical Consciousness (Stanford University Press, 2018)                              |
| 2022 | Zoltán Boldizsár Simon | History in Times of Unprecedented Change: A Theory for the 21st Century (Bloomsbury, 2019).                                                              |
| 2024 | Jörg van Norden        | Verlust der Vergangenheit: Historische Erkenntnis und Materialität zwischen Wiedererkennen und Befremden (Frankfurt am Mainz: Wochenschau Verlag, 2022). |

| Año  | Ganador/a              | Título del libro                                                                       |
| ---- | ---------------------- | -------------------------------------------------------------------------------------- |
| 2024 | Mariana Imaz-Sheinbaum | Historical Narratives: Constructable, Evaluable, Inevitable (Londres: Routledge, 2023) |

## Presidentes de la Comisión

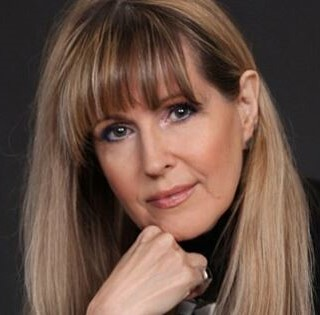
Ewa Domańska, historiadora e historiógrafa polaca quien fue la primera mujer presidenta de la ICHTH.

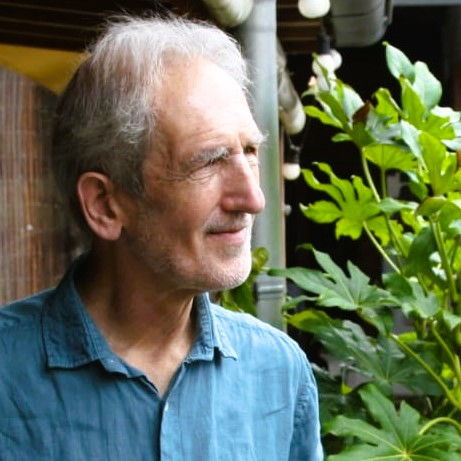
Profesor Antoon De Baets, de la Universidad de Groningen de los Países Bajos, actual presidente de la ICHTH.

- 1. Charles-Olivier Carbonell, 1980-1990.[21]
- 2. Wolfgang Mommsen, 1990-1995.
- 3. Georg Iggers, 1995-2000.
- 4. Richard Vann, 2000-2005.
- 5. Masayuki Sato, 2005-2010.
- 6. Antonis Liakos, 2010-2015.
- 7. Ewa Domańska, 2015-2022.
- 8. Antoon De Baets, 2022-2026.